# People's Choice Classic 2016
La 11e édition de la People's Choice Classic a eu lieu le 17 septembre 2016.  L'épreuve, un critérium, sert de préambule au Tour Down Under, première épreuve de l'UCI World Tour 2015 qui débute deux jours plus tard.

## Présentation

### Parcours
Le parcours est un circuit long de 1,7 kilomètre situé à Adélaïde, à parcourir à trente reprises dans le sens anti-horaire, pour un parcours total de 51 kilomètres.

## Classement final
| \| Classement général \| Classement général \| Classement général \| Classement général \| Classement général \| \| Coureur \| Coureur \| Pays \| Équipe \| Temps \| \| ------------------ \| ------------------ \| ------------------ \| ------------------ \| ------------------ \| \| 1er \| Caleb Ewan[1] \| Australie \| Orica-GreenEDGE \| \| \| 2e \| Giacomo Nizzolo \| Italie \| Trek-Segafredo \| \| \| 3e \| Adam Blythe \| Royaume-Uni \| Tinkoff \| \| |                 |             |                 |       |
| |                 |             |                 |       |
| Source : Cycling Archives |                 |             |                 |       |
| Classement général |                 |             |                 |       |
| Coureur | Coureur         | Pays        | Équipe          | Temps |
| 1er | Caleb Ewan      | Australie   | Orica-GreenEDGE |       |
| 2e | Giacomo Nizzolo | Italie      | Trek-Segafredo  |       |
| 3e | Adam Blythe     | Royaume-Uni | Tinkoff         |       |